# Dicranomyia (Melanolimonia) pacifera
Dicranomyia (Melanolimonia) pacifera is een tweevleugelige uit de familie steltmuggen (Limoniidae). De soort komt voor in het Oriëntaals gebied.